# Vyacheslav Vedenin
Vyacheslav Petrovich Vedenin (en russe : Вячесла́в Петро́вич Веденин ; né le 1er octobre 1941 et mort le 22 octobre 2021) est un ancien fondeur soviétique.

## Palmarès

### Jeux olympiques
| Épreuve / Édition | Grenoble 1968 | \|Sapporo 1972 |
| 30 km             | 14e           | Or             |
| 50 km             | Argent        | Bronze         |
| 4 × 10 km         | 4e            | Or             |

### Championnats du monde
| Épreuve / Édition | Oslo 1966 | Vysoke Tatry 1970 |
| 30 km             |           | Or                |
| 50 km             | 6e        | Argent            |
| '4 × 10 km        |           | Or                |